# Giora Feidman

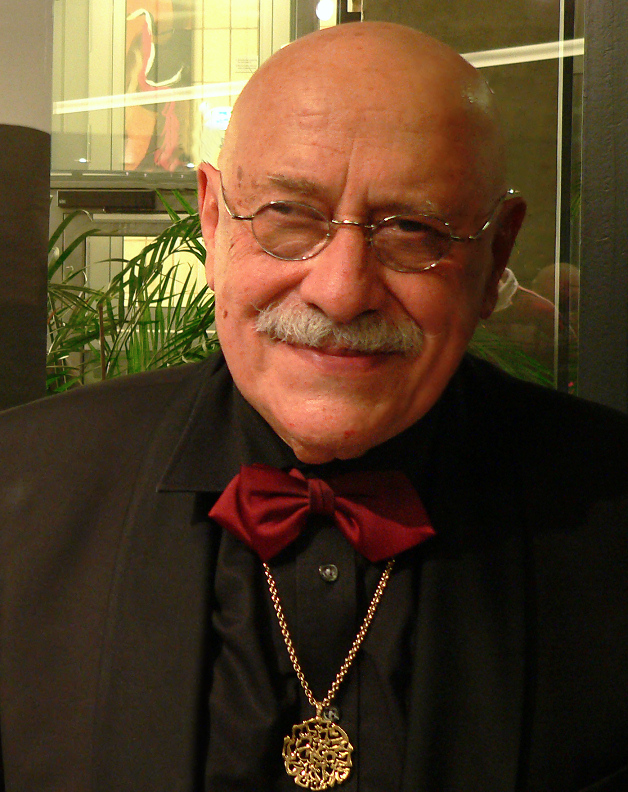
Giora Feidman (2010)

Giora Feidman (* 25. März 1936 in Buenos Aires, Argentinien) ist Klarinettist und Instrumentalsolist der Klezmer-Musik. Aufgrund seiner Erfolge in der Musik wird er als „König des Klezmer“ („King of Klezmer“) bezeichnet.

## Leben und Werk
Giora Feidman entstammt einer Familie von Klezmorim, deren Tradition er in der vierten Generation fortsetzt. Seine Vorfahren traten bei Hochzeiten, Bar-Mitzwa-Feiern und anderen Feierlichkeiten im Schtetl des osteuropäischen Raums auf. Feidmans Eltern waren bessarabische Juden aus Chișinău, die um 1905 wegen einsetzender Judenpogrome nach Südamerika auswanderten. Sein Vater war sein erster Lehrer. Schon als 13-Jähriger begleitete er seinen Vater zu Auftritten bei Hochzeiten und anderen Festen. Man erkannte das Talent des Jungen, und ab 1951 erhielt er Unterricht an der Musikakademie. Vier Jahre später nahm ihn eines der renommiertesten Orchester Südamerikas, am Teatro Colón in Buenos Aires mit 18 Jahren als Klarinettist auf.
1956, mit 21 Jahren verließ Giora Feidman Buenos Aires, um in das neu gegründete Israel auszuwandern. Bei seiner Ankunft hatte er – im Gegensatz zu den meisten anderen Einwanderern – bereits einen Arbeitsvertrag in der Tasche: Er bekam eine Anstellung als Bassklarinettist beim Israel Philharmonic Orchestra, dem er anschließend 18 Jahre lang angehörte. In dieser Zeit trat er auf den Welttourneen des IPO in nahezu allen wichtigen Konzertsälen auf, unter vielen großen Dirigenten, wie Leonard Bernstein, Karl Münch, Rafael Kubelík, John Barbirolli, Eugene Ormandy und Zubin Mehta. Anfang der 1970er Jahre begann er seine Solokarriere als Klezmer-Musiker und zog nach New York. Gegenwärtig ist er vor allem in Deutschland tätig, dem er sich besonders verbunden fühlt. 1975 heiratete Feidman seine Managerin, die israelische Komponistin Ora Bat Chaim.
1984 spielte er mit Esther Ofarim eine Hauptrolle in Peter Zadeks Inszenierung von Joshua Sobols Theaterstück Ghetto, was ihn und seine Musik weltbekannt machte. Auf seinen Konzertprogrammen stehen neben Klezmer-Musik auch George Gershwins Werke, Tangos aus seiner argentinischen Heimat und in den 2000er Jahren vermehrt sinfonische Musik zeitgenössischer israelischer Komponisten (Ora Bat Chaim, Betty Olivero) sowie klassische Klarinetten-Literatur wie Mozarts Klarinettenkonzert in A-Dur oder Bearbeitungen von Liedern Franz Schuberts. Mit dem Organisten Matthias Eisenberg geht er seit 2002 mehrmals im Jahr auf Deutschland-Tournee.

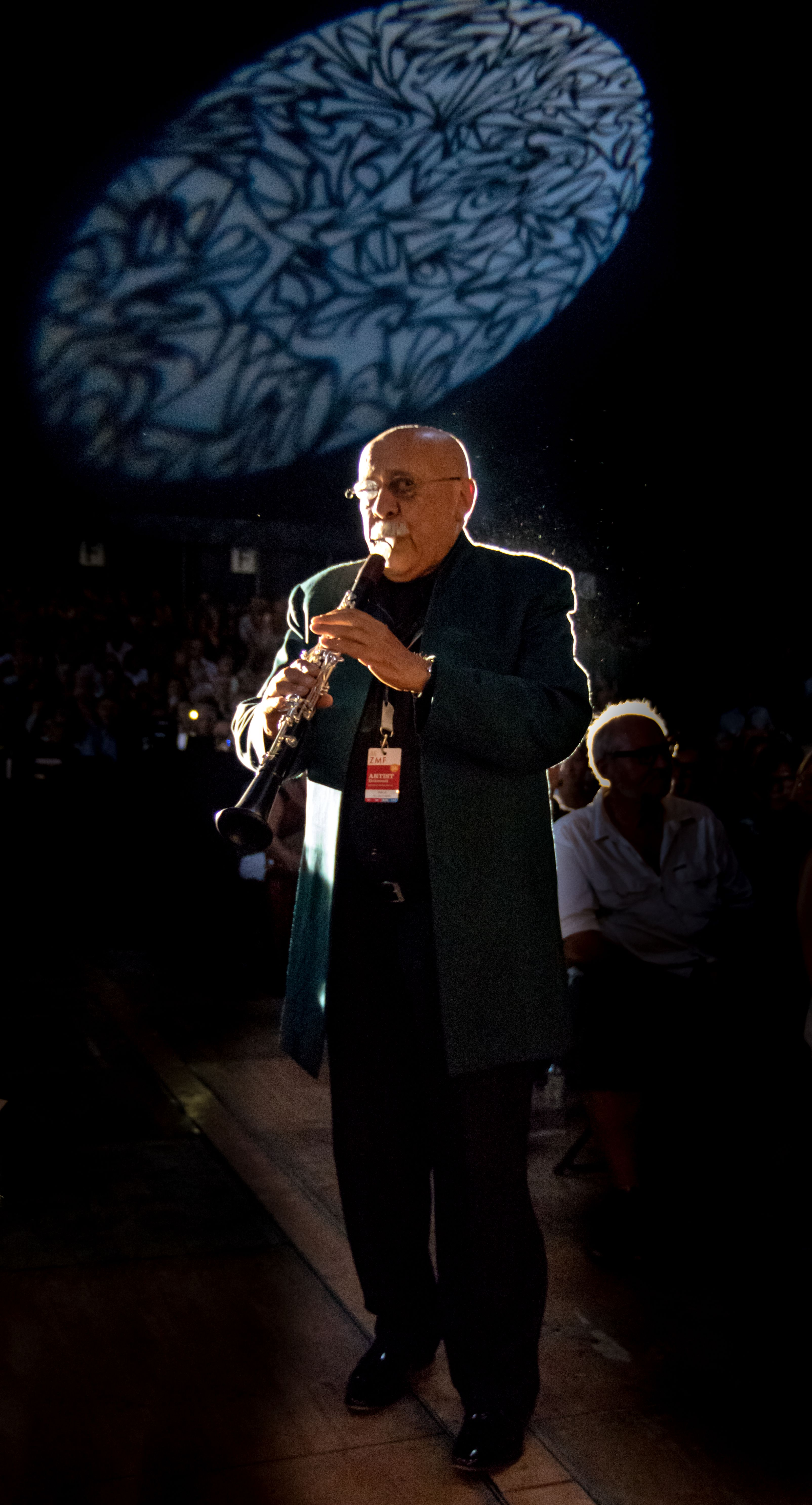
Auf der Gala des ZMF 2016 in Freiburg anlässlich seines 80. Geburtstags

Musikalische Beiträge in den deutschen Filmen Jenseits der Stille von Caroline Link und Die Comedian Harmonists von Joseph Vilsmaier sowie seine Mitwirkung bei John Williams’ oscargekrönter Filmmusik zu Steven Spielbergs Schindlers Liste (gemeinsam mit Itzhak Perlman) machten Feidman dem Filmpublikum Mitte der 1990er Jahre bekannt.
Zum Gedenken an die Millionen Opfer des Nationalsozialismus fand im Januar 2000 die Uraufführung des Stücks „love“ von Ora Bat Chaims zusammen mit Mitgliedern der Berliner Philharmoniker im Plenarsaal des Deutschen Bundestags statt.
Auf dem Weltjugendtag 2005 wurde Giora Feidman von Papst Benedikt eingeladen, vor etwa 800.000 Christen, während der Vigilfeier des 20. August, zu musizieren. Feidmans stetige Bemühungen um die jüdisch-deutsche Verständigung und Aussöhnung gaben den Ausschlag für seine Berufung durch die Veranstalter und auch ausdrücklich durch den Vatikan und den Papst. Neben dieser Veranstaltung trat Giora Feidman im christlich-jüdischen Kontext auch bei mehreren Evangelischen Kirchentagen, Katholikentagen und Ökumenischen Kirchentagen auf.
Feidman besitzt die argentinische, die US-amerikanische und die deutsche Staatsbürgerschaft.

## Zitate
„Deutschland ist meine Heimat, überhaupt keine Frage. Ja, ja, ja. Ich bin Jude, aber wenn ich spiele, bin ich Musiker. Sie und ich, wir waren nicht beteiligt am Desaster der Vergangenheit. Warum sollten wir dafür büßen? Wir übernehmen die Verantwortung, wir arbeiten zusammen.“

„Ich spiele nicht Klarinette. Ich bin ein Sänger. Ich singe durch mein Instrument.“

„Ich komme nicht auf die Bühne, um zu zeigen, dass ich ein Instrument spielen kann. Ich nehme meine Klarinette zur Hand, um die Menschen an meinem Inneren teilhaben zu lassen.“

## Ehrungen
Feidman erhielt jeweils 1997 und 2003 den deutschen Musikpreis ECHO KLASSIK in der Kategorie „Klassik ohne Grenzen“.
2001 ehrte Bundestagspräsident Wolfgang Thierse ihn in Berlin aufgrund seiner besonderen Verdienste als „großen Botschafter der Versöhnung“ mit dem Großen Bundesverdienstkreuz.
Für sein jahrzehntelanges Engagement für die „Versöhnung zwischen den Kulturen“, zwischen Judentum und Christentum, Deutschen und Juden sowie Generationen und Schichten mittels seiner Musik erhielt Giora Feidman den Internationalen Brückenpreis für Völkerverständigung 2005.
Anlässlich seines 85. Geburtstags fand am 25. September 2021 im Jüdischen Museum in Berlin ein Konzert mit namhaften Künstlern wie zum Beispiel Anne-Sophie Mutter und Tim Bendzko statt.

## Ensembles

### Gitanes Blondes
Auf dem Kreuzfahrtschiff Europa kam es 2010 während einer Konzertreise zu einer Begegnung mit den Gitanes Blondes. Feidman war nach dem gemeinsamen Konzert begeistert und tritt seitdem mit den vier Münchnern auf. Gemeinsam absolvierten der Solist und das Ensemble 2012 eine Deutschlandtournee  und traten beim Festival 28 Jahre Songs an einem Sommerabend auf Kloster Banz auf. Im selben Jahr erschien die gemeinsame CD Giora Feidman & Gitanes Blondes „Very Klezmer“. Mario Krunic spielt die Violine, Konstantin Ischenko das Akkordeon, Christoph Peters die Gitarre und Simon Ackermann den Kontrabass. Gegründet haben sie sich 1999 und verorten ihre Musik im Balkan und in der Klezmer-Musik, gemischt mit irischem, russischem und südamerikanischem Einfluss.

### Klezmer Virtuos
Konstantin Ischenko übernimmt bei Klezmer Virtuos den Part des Akkordeons. Der vielfache Preisträger und Giora Feidman musizieren bereits seit 2012 zusammen. Die studierte Jazz- und Popmusikerin Nina Hacker spielt den Kontrabass. Neben Klezmer Virtuos übt sie Lehrtätigkeiten sowohl am E-Bass, als auch am Kontrabass aus. Ein weiterer Teil des Ensembles ist das „Jerusalem Duo“. Hila Ofek an der Harfe und Andre Tsirlin am Saxofon gründeten sich 2012.

### Giora Feidman Trio (bis 2022)
Beim Trio von Giora Feidman handelt es sich um die „klassische Besetzung“ der Klezmer-Musik. Giora Feidman spielt die Klarinette, Enrique Ugarte spielt das Akkordeon und Nina Hacker den Kontrabass.

### Giora Feidman Duo (2018–2022)
Giora Feidmans Partner am Tasteninstrument (Cembalo, Klavier und Orgel) ist Sergej Tcherepanov, Kirchenmusiker und künstlerischer Leiter der Sommerkonzertreihe an der St.-Petri-Kirche Bosau am Plöner See. Außerdem unterrichtet er als Dozent Klavierbegleitung und Orgelspiel an der Musikhochschule in Lübeck. Der gebürtige Kasache und Giora Feidman führten 2018 zum ersten Mal ihr Programm „From Classic to Klezmer“ auf.

### Giora Feidman & Friends
Giora Feidmans Freunde sind Menschen aus unterschiedlichen Ländern, Kulturen und Religionen. Bei seiner Friendship Tour begleiten ihn verschiedene Freunde, die ein Quartett aus Piano, Violine, Cello und Kontrabass bilden. Mit ihnen ist Giora Feidman seit 2022 in Europa auf Tournee. Sie begleiteten Maestro Feidman bei den zuletzt erschienene Alben „Friendship“ (2022) und "Revolution of Love" (2024) mit Musik von Majid Montazer.

## Diskographie
| Erst- veröffent- lichung | Titel                                                                              | Label                  | Wiederveröffentlichung (Label)                                                          |
| ------------------------ | ---------------------------------------------------------------------------------- | ---------------------- | --------------------------------------------------------------------------------------- |
| 1982                     | The Incredible Clarinet                                                            | pläne                  | 1992 (pläne), 1998 (pläne), 2006 (pläne), 2009 (Pianissimo)                             |
| 1984                     | Viva el Klezmer                                                                    | pläne                  | 1987 (pläne), 1991 (pläne), 1998 (pläne), 2006 (pläne), 2009 (Pianissimo)               |
| 1986                     | The Magic of the Klezmer                                                           | pläne                  | 1987 (pläne), 1993 (pläne), 2000 (pläne), 2006 (pläne), 2009 (Pianissimo), 2010 (Delos) |
| 1987                     | The Singing Clarinet                                                               | pläne                  | 1988 (pläne), 1989 (pläne), 2006 (pläne), 2009 (Pianissimo)                             |
| 1988                     | Shalom: Folklore und neue Songs aus Israel                                         | Calig-Verlag           | 1994 (Weltbild Verlag)                                                                  |
| 1990                     | Clarinetango                                                                       | pläne                  | 1991 (pläne), 1998 (pläne), 2006 (pläne), 2009 (Pianissimo)                             |
| 1990                     | Enemies, a love story (Original Soundtrack)                                        | Colosseum              | 2009 (Colosseum)                                                                        |
| 1991                     | Gershwin & the Klezmer                                                             | pläne                  | 1998 (pläne), 2006 (pläne), 2009 (Pianissimo)                                           |
| 1992                     | The Dance of Joy                                                                   | pläne                  | 1998 (pläne), 2000 (M10), 2006 (pläne), 2009 (Pianissimo)                               |
| 1993                     | Concert for the Klezmer                                                            | pläne                  | 2006 (pläne)                                                                            |
| 1993                     | Klassic Klezmer                                                                    | pläne                  | 1998 (pläne), 2006 (pläne), 2009 (Pianissimo)                                           |
| 1993                     | Yiddish Soul                                                                       | Network Medien         | 2002 (Network Medien), 2006 (Network Medien)                                            |
| 1993                     | Der Rattenfänger – Ein Hamelner Totentanz                                          | pläne                  | 1994 (pläne), 2006 (pläne)                                                              |
| 1994                     | In Jerusalem                                                                       | pläne                  | 1996 (pläne), 2006 (pläne)                                                              |
| 1995                     | Piano concertos nos. 2 & 4                                                         | Sony Music             |                                                                                         |
| 1995                     | Schindler’s List (Original Soundtrack)                                             | MCA                    |                                                                                         |
| 1995                     | The Soul Chai – die Seele lebt                                                     | pläne                  | 1996 (pläne), 1998 (pläne), 2006 (pläne)                                                |
| 1995                     | Klezmer Chamber Music                                                              | pläne                  | 1997 (pläne), 2006 (pläne)                                                              |
| 1996                     | Feidman plays Bloch, Olivero, Bat Chaim (Shelomo / Bakashot)                       | Koch                   |                                                                                         |
| 1996                     | To You!                                                                            | pläne                  | 2002 (Valley Multimedia-Closeouts), 2006 (pläne)                                        |
| 1997                     | After Silence and Beyond now / Soul Meditation – Harmony of Song                   | Koch Schwann           |                                                                                         |
| 1997                     | Der Golem                                                                          | pläne                  | 2006 (pläne)                                                                            |
| 1997                     | Klezmer Celebration                                                                | pläne                  | 1998 (pläne), 2006 (pläne), 2010 (Pianissimo)                                           |
| 1997                     | Silence and Beyond – Feidman plays Ora Bat Chaim                                   | Schwann                | 2010 (Pianissimo)                                                                       |
| 1997                     | Soul Meditation – Harmony of Song                                                  | Koch                   | 2010 (Pianissimo)                                                                       |
| 1997                     | Schubert & jiddische Lieder                                                        | pläne                  | 1998 (pläne), 2006 (pläne)                                                              |
| 1997                     | Lilith: Neun Gesänge der dunklen Liebe                                             | pläne                  | 1998 (pläne), 2002 (Valley Multimedia-Closeouts), 2006 (pläne)                          |
| 1998                     | Comedian Harmonists (Original Soundtrack)                                          | EMI                    |                                                                                         |
| 1998                     | Feidman and the Israel Camerata                                                    | pläne                  | 2006 (pläne)                                                                            |
| 1998                     | L’homme est une femme comme les autres (Original Soundtrack)                       | pläne                  |                                                                                         |
| 1999                     | And the Angels Sing – Symphonic Poems for a Klezmer Clarinet                       | Koch Classics          |                                                                                         |
| 1999                     | Journey                                                                            | M10                    | 2006 (pläne), 2009 (Pianissimo)                                                         |
| 1999                     | KlezMundo                                                                          | M10                    | 2006 (pläne), 2011 (Pianissimo)                                                         |
| 2000                     | Rhapsody for Klezmer                                                               | Koch Classics          |                                                                                         |
| 2000                     | To Giora Feidman – Your Klezmer Friends                                            | Celia                  | 2003 (pläne), 2006 (pläne)                                                              |
| 2001                     | Die schönste Musik für Liebeskummer                                                | Koch                   |                                                                                         |
| 2001                     | TangoKlezmer                                                                       | Koch Classics          | 2010 (Pianissimo)                                                                       |
| 2001                     | The Art of Klezmer                                                                 | pläne                  | 2006 (pläne)                                                                            |
| 2002                     | Dancing in the Field                                                               | Koch Classics          | 2010 (Pianissimo)                                                                       |
| 2002                     | Feidman plays Piazzolla                                                            | Warner Music Group     | 2010 (Pianissimo)                                                                       |
| 2003                     | Feidman plays Mozart & more                                                        | Warner Music Group     |                                                                                         |
| 2003                     | Love – Feidman plays Ora Bat Chaim                                                 | Warner Music Group     | 2011 (Pianissimo)                                                                       |
| 2004                     | Adios Noniño                                                                       | Koch                   |                                                                                         |
| 2004                     | Ewigkeit dringt in die Zeit – Klezmer und jüdische Geschichten                     | Kreuz-Verlag           | 2009 (Kreuz-Verlag)                                                                     |
| 2004                     | Klezmer and more                                                                   | pläne                  |                                                                                         |
| 2004                     | pläne@World                                                                        | pläne                  |                                                                                         |
| 2005                     | A tribute to Leonard Bernstein                                                     | PN-Orchester Wuppertal |                                                                                         |
| 2005                     | Der Tango der Rashevskis (Original Soundtrack)                                     | Normal                 |                                                                                         |
| 2005                     | Unter einem Himmel – Geschichten, Gedichte und Musik von Freundschaft und Toleranz | Kreuz-Verlag           |                                                                                         |
| 2005                     | Wenn du singst, wie kannst du hassen?                                              | ARD-Video              |                                                                                         |
| 2006                     | Crossing Borders                                                                   | pläne                  |                                                                                         |
| 2006                     | Live at St. Severin                                                                | pläne                  | 2011 (Pianissimo)                                                                       |
| 2006                     | Safad                                                                              | pläne                  |                                                                                         |
| 2007                     | Klezmer – Chassidic Classic                                                        | Hataklit               | 2008 (SISU)                                                                             |
| 2007                     | Klezmer – Freilach Compilation                                                     | Hataklit               |                                                                                         |
| 2007                     | Klezmer in the Galilee                                                             | pläne                  |                                                                                         |
| 2007                     | Impressions                                                                        | pläne                  | 2009 (pläne)                                                                            |
| 2008                     | Jewish Soul Music                                                                  | SISU                   |                                                                                         |
| 2008                     | Klezmer und Choräle                                                                | Kreuz-Verlag           |                                                                                         |
| 2008                     | Nigunim of my People                                                               | SISU                   |                                                                                         |
| 2008                     | Rhapsody – Klezmer & More                                                          | Koch                   |                                                                                         |
| 2008                     | The Spirit of Klezmer                                                              | pläne                  | 2011 (Pianissimo)                                                                       |
| 2009                     | Dance of Joy                                                                       | Pianissimo             |                                                                                         |
| 2009                     | Klezmer & Strings                                                                  | Pianissimo             |                                                                                         |
| 2009                     | Sol sajn                                                                           | Bear Family Records    |                                                                                         |
| 2011                     | Deep Notes – The best of Bass Clarinet                                             | Pianissimo             |                                                                                         |
| 2012                     | Giora Feidman & Gitanes Blondes „Very Klezmer“                                     | Pianissimo             |                                                                                         |
| 2014                     | Giora Feidman & Jazz-Experience „Klezmer meets Jazz“                               | Pianissimo             |                                                                                         |
| 2015                     | Giora Feidman „Dances of the soul“                                                 | Pianissimo             |                                                                                         |
| 2021                     | Giora Feidman & Klezmer Virtuos „85“                                               | MACC Records           |                                                                                         |
| 2021                     | Giora Feidman & Rastrelli Cello Quartett „A Tribute to Piazzolla“                  | MACC Records           |                                                                                         |
| 2022                     | Giora Feidman & Friends – Friendship                                               | MACC Records           | Musik von Majid Montazer                                                                |
| 2024                     | Giora Feidman & Friends – Revolution of Love                                       | MACC Records           | Musik von Majid Montazer                                                                |
| 2024                     | Giora Feidman & Klezmer Virtuos – 88                                               | MACC Records           | Vinyl-Schallplatte – Limitierte Auflage                                                 |

## Veröffentlichungen
- Giora Feidman: Du gehst, du sprichst, du singst, du tanzt. Erinnerungen. Pattloch Verlag, München 2011, ISBN 978-3-629-02284-4 (Autobiografie).
- mit Christoph Fasel: Klang der Hoffnung. Wie unsere Seele Frieden findet. Bonifatius, Paderborn 2021, ISBN 978-3-89710-885-1.